# 68 Cancri
68 Cancri, som är stjärnans Flamsteed-beteckning, är en ensam stjärna, belägen i den mellersta delen av stjärnbilden Kräftan. Den har en skenbar magnitud av ca 7,1 och kräver åtminstone en handkikare för att kunna observeras. Baserat på parallaxmätning inom Hipparcosuppdraget på ca 5,7 mas, beräknas den befinna sig på ett avstånd på ca 570 ljusår (ca 175 parsek) från solen. Den rör sig bort från solen med en heliocentrisk radialhastighet på ca 7 km/s.

## Egenskaper
68 Cancri är en vit till blå stjärna i huvudserien av spektralklass A1 Vn. Den har en radie som är ca 1,6 solradier och utsänder från dess fotosfär ca 34 gånger mera energi än solen vid en effektiv temperatur av ca 10 600 K.